# 上海龙华码头
上海龙华码头簡稱龙华码头，是位於中國上海徐汇滨江的一座碼頭。

## 歷史
上海龙华码头前身为上海水泥厂码头。上海水泥厂码头中最早的3座碼頭建于1920至30年代，1958年后又陆续建造6座碼頭。1985年至1991年期間，有4座码头重建。截至1992年時，9座码头总长572米，建筑面积8458平方米。
2025年5月19日，改建後的龙华码头啟用。龙华码头有2个2000吨级泊位、121米岸线以及地上2层、地下1层建筑。啟用當天，從龍華碼頭出發开往卢浦大桥附近掉头的黃浦江遊覽航線也同步開通。